# Isoglossa collina
Isoglossa collina là một loài thực vật có hoa trong họ Ô rô. Loài này được (T. Anderson) B. Hansen mô tả khoa học đầu tiên năm 1985.